# Tina Krajišnik
Tina Krajišnik (Sarajevo, Bosnia y Herzegovina, 12 de enero de 1991) es una jugadora de baloncesto serbia. Con 1.92 metros de estatura, juega en la posición de pívot.